# Paraganglij
Paragangliji ali kromafina telesca so majhne, z ovojnico obdane skupine nevroendokrinih celic, povezane z avtonomnim živčnim sistemom, poleg tega pa imajo nekateri večji paragangliji vlogo kemoreceptorjev. Nahajajo se na raznih delih telesa, ki se delijo na parasimpatične, če spremljajo parasimpatične živce, in simpatične, ki so pogosto v bližini simpatičnega trunkusa. Med slednje spadajo karotidna telesca (glomus caroticum), aortna telesca (glomus aorticum) in paragangliji ob abdominalni aorti (paraganglion aorticum abdominale).
Velikost paraganglijev variira in lahko doseže makroskopsko vrednost, natančneje do okoli 3 mm. Sestavljeni so iz glavnih celic, ki so nevroendokrine celice z nevrosekretornimi zrnci in se nahajajo v osrednjem področju, opornih celic, ki so histološko in ultrastrukturno podobne Schwannovim celicam in se nahajajo na obrobju, ter bogate kapilarne mreže.

## Karotidna telesca
Karotidna telesca so paragangliji, ki ležijo v opornem tkivu med razcepiščem (bifurkacijo) skupne karotidne arterije na zunanjo in notranjo vejo. Izrazita so predvsem v mladosti. Pri ljudeh izločajo enkefaline ter majhne količine nevrotenzina, bombezina in aktivne amine (npr. adrenalin, noradrenalin in serotonin). So tudi kemoreceptorji, ki zaznavajo parcialni tlak kisika (O2) in ogljikovega dioksida (CO2), občutljiva pa so tudi na spremembe pH in temperature.

## Aortna telesca
Aortna telesca (tudi aorto-pulmonalni paragangliji) so strukturno podobna karotidnim telescem, le da so manjša in ležijo na konkavni površini aortnega loka, blizu odcepišča desne pljučne arterije.

## Paragangliji ob abdominalni aorti
Nahajajo se ob abdominalni aorti na področju nad odcepiščem ledvičnih arterij do razcepišča aorte na iliakalni arteriji. Imajo splošno strukturo paraganglijev, vendar imajo večja nevrosekretorna zrnca. Domnevano je, da so najpomembnejši v obdobju nosečnosti, saj uravnavajo krvi tlak preko izločanja kateholaminov. Imenujejo se tudi Zuckerkandlovi organi.

## Patologija
Redka novotvorba (neoplazija) iz tkiva paraganglijev se imenuje paragangliom, ki je večinoma benigna in v redkih primerih maligna.